# برور بلوم
برور بلوم (بالدنماركية: Bror Blume)‏ هو مدرب كرة قدم ولاعب كرة قدم دنماركي في مركز نصف الجناح، ولد في 22 يناير 1992 في كوبنهاغن في مملكة الدنمارك. لعب مع نادي تيرول ونادي لينغبي.

## وصلات خارجية
- برور بلوم على موقع قاعدة بيانات كرة القدم.إي يو (الإنجليزية)
- برور بلوم على موقع Soccerway.com (الإنجليزية)
- برور بلوم على موقع عالم كرة القدم.نت (الإنجليزية)